# Staliana bufilis
Staliana bufilis är en insektsart som beskrevs av Medler 1999. Staliana bufilis ingår i släktet Staliana och familjen Flatidae. Inga underarter finns listade i Catalogue of Life.